# Roger (évêque de Lisieux)
Pour les articles homonymes, voir Roger.
Roger (Rogerius) est un évêque de Lisieux au tournant du XIe siècle.

## Biographie
Peu de choses sont connues de Roger. Roger paraît devenir êvêque de Lisieux vers 985. Il souscrit des chartes ducales entre 985 et 1022. Il semble donc être à la tête de l'évêché de Lisieux pendant près de quarante ans. 
Il est présent lors de translation de Saint Ouen. Il assiste à la dédicace de Fécamp en 990 et est présent lors de l'assemblée de Fécamp tenue en 1006. Il paraît mourir à Lisieux le 19 octobre 1022.